# アントニオ・トマス・サントス・デ・バロス
アントニオ・トマス・サントス・デ・バロス（Antonio Thomaz Santos de Barros、1986年5月2日 - ）は、ブラジル・サンパウロ出身のサッカー選手。オペラリオ・フェロヴィアリオEC所属。ポジションはミッドフィールダー。